# SH-04F
ドコモ スマートフォン AQUOS ZETA SH-04F（ドコモ スマートフォン アクオス ゼータ エスエイチゼロヨンエフ）は、シャープによって開発された、NTTドコモの第3.9世代移動通信システム（Xi）と第3世代移動通信システム（FOMA）とのデュアルモード端末である。ドコモ スマートフォン（第2期）のひとつ。

## 概要
SH-01Fの事実上の後継機種で、NTTドコモ向け端末では初となる三辺狭額縁のEDGESTデザインを採用している。なお、本機種よりブランド名が従来の「AQUOS PHONE」から同社のAV機器と同じ「AQUOS」へと統一されている。NTTドコモの2014年夏モデルのスマートフォンでは最大級となる5.4インチFHD液晶を搭載しており、画面占有率が約81%に達した。また5.4インチFHD液晶を搭載しながらも、横幅は約74mmに抑えられている。
また、IGZO液晶が強化されており、3300mAhの大容量バッテリーと併せることによって約4日間充電せずに使用可能となっている。カラーバリエーションは3色でありそれぞれの質感が演出されている。Orange→マット、Black→グロス、White→スムース。
「グリップマジック」機能は、従来からのボタンを押さなくても手に持つだけで画面スリープが解除されてロック画面が表示されたり、寝転んだ姿勢でのムダな画面回転を抑えるといった機能、着信時やアラームの音量を抑える機能に加えて、ポケットやカバンに入れている状態でも握るだけで不在着信や未読メールがあることをバイブで通知する機能や通話中に置くだけで自動的に保留やミュートにしたり、スピーカーフォンに切り替える機能、メディア再生中に机の上などに置くと、自動的に音量を上げたり、机の上や人目につく場所に置いた状態で着信があった際、発信者の名前と写真は表示されず番号のみが表示され、端末を手に握ると名前と写真が表示される簡易シークレット機能が追加されている。それぞれの機能は事前に設定をONにしておく必要がある。他にも、先代機種では廃止された赤外線通信機能が復活している。
キャッチコピーはあふれ出る臨場感と余裕のスタミナ。IGZO搭載全身スクリーン AQUOS。

## 搭載アプリ
- アルバム
- ミュージック
- テレビ
- 取扱説明書
- SH SHOW（メーカーアプリ）
- おサイフケータイ
- SHツール
- KINGSOFT Office for Android
- コンテンツマネージャー
- 翻訳ファインダー
- 検索ファインダー
- SHカメラ
- カメラ（Google）
- Gmail
- メール
- マップ
- ハングアウト
- Playストア
- ダウンロード
- YouTube
- Google
- ブラウザ
- カレンダー
- アラーム・時計
- 電卓
- 設定
- Google+
- 写真（Google Plus Photos）
- Google設定
- Playムービー
- メッセージ
- Chrome
- Playブックス
- Playゲーム
- ドライブ
- 音声検索

## 機能
| 対応サービス                                    | 対応サービス                             | 対応サービス                 | 対応サービス                                                      |
| ----------------------------------------------- | ---------------------------------------- | ---------------------------- | ----------------------------------------------------------------- |
| タッチパネル/加速度センサー                     | Xi/FOMAハイスピード/VoLTE                | Bluetooth                    | DCMX/おサイフケータイ/NFC/かざしてリンク/赤外線/トルカ            |
| ワンセグ/フルセグ/モバキャス                    | メロディコール                           | テザリング                   | WiFi IEEE802.11a/b/g/n/ac                                         |
| GPS                                             | ドコモメール/電話帳バックアップ          | デコメール/デコメ絵文字      | iチャネル                                                         |
| エリアメール/ソフトウェアーアップデート自動更新 | デジタルオーディオプレーヤー(WMA・MP3他) | GSM/3Gローミング(WORLD WING) | フルブラウザ                                                      |
| Google Play/dメニュー/dマーケット               | Gmail/Google Talk/YouTube/Picasa         | バーコードリーダ/名刺リーダ  | ドコモ地図ナビ/ドコモ ドライブネット/Google Maps/ストリートビュー |

## 歴史
- 2014年5月14日 - NTTドコモより発表・事前予約開始。
- 2014年5月23日 - 発売開始[1]。
- 2014年6月27日 - ソフトウェア更新によりVoLTEに対応。
- 2015年11月19日 - ソフトウェア更新によりAndroid 5.0 へとアップデート。

## アップデート・不具合
- 2014年6月9日のアップデート[2]
  - 携帯電話（本体）の操作中に再起動する場合がある不具合を修正する。
  - ビルド番号が01.00.03から01.00.04になる。
- 2014年6月27日のアップデート（機能バージョンアップ）[2]
  - 機能バージョンアップ
    - 「VoLTE（ボルテ）」に対応。本端末を利用して、VoLTEを利用可能となる。

  - 不具合修正
    - ホーム画面をFeelUXに設定中、画面回転を行うと携帯電話（本体）が再起動する場合がある不具合を修正する。

  - ビルド番号が01.00.03、01.00.04から01.01.02になる。
- 2014年7月29日のアップデート[2]
  - マナーモード設定後解除すると、着信バイブレーション設定が変わる場合がある不具合を修正する。
  - ビルド番号が01.00.03、01.00.04、01.01.02から01.01.03になる。
- 2014年9月16日のアップデート[2]
  - ビデオコール時、自端末に表示される相手画像が正常に表示されない場合がある不具合を修正する。
  - ビルド番号が01.00.03、01.00.04、01.01.02、01.01.03から01.01.04になる。
- 2014年11月17日のアップデート[2]
  - 通話中、相手の声に雑音が混入する場合がある不具合を修正する。
  - ビルド番号が01.00.03、01.00.04、01.01.02、01.01.03、01.01.04から01.01.05になる。
- 2015年4月20日のアップデート[2]
  - 特定の条件下でUSBテザリングができない場合がある不具合を修正する。
  - ビルド番号が01.00.03、01.00.04、01.01.02、01.01.03、01.01.04、01.01.05から01.01.07になる。
- 2015年8月6日のアップデート[2]
  - 特定の条件下において、通話時間が正しく表示されない場合がある不具合を修正する。
  - ビルド番号が01.00.03、01.00.04、01.01.02、01.01.03、01.01.04、01.01.05、01.01.07から01.01.08になる。
- 2015年11月19日のアップデート（OSバージョンアップ）[2]
  - OSのバージョンアップ（4.4 → 5.0）を行う。
  - カメラ・通知・設定など様々な面での機能改善を行う。
  - Android標準メールアプリでメール添付されたデータがまれに再度取得できない場合がある不具合を修正する。
  - ビルド番号が01.00.03、01.00.04、01.01.02、01.01.03、01.01.04、01.01.05、01.01.07、01.01.08から02.00.01になる。
- 『Pokémon GO』での不具合
  - 「Android 4.4以上、RAM2GB以上」を満たすシャープ製端末で2016年7月22日のリリース以来、本製品だけがダウンロードできない状態となっていたが、同年8月3日にダウンロードできるようになった[3]。